# Barbe-bleu
Barbe-bleue è un cortometraggio francese del 1901, diretto da Georges Méliès, basato sulla fiaba omonima di Charles Perrault.

## Trama
Barbe-bleue è un nobile alla ricerca di una nuova e giovane moglie. Nonostante la sua immensa ricchezza attragga molte famiglie nobili, l’aspetto spaventoso dell’uomo e la misteriosa sparizione delle sue sette precedenti mogli fanno sì che nessuna delle ragazze voglia sposarlo. Alla fine, un padre, sedotto dalle promesse di denaro e preziosi, accetta e gli concede la mano della figlia, la quale non ha alcuna possibilità di rifiutare. Dopo un sontuoso banchetto di nozze, la giovane sposa inizia la sua vita nel castello. Un giorno, Barbe-bleue deve partire per un viaggio e affida alla moglie le chiavi di tutte le stanze, raccomandandole con tono minaccioso di non aprire una determinata porta . La donna, combattuta tra il timore per l’ira del marito e una crescente curiosità, viene tormentata da due figure simboliche: un dispettoso folletto, che la provoca e insinua cosa potrebbe nascondersi dietro quella porta, e una benevola fata, che cerca invece di dissuaderla. La curiosità, però, ha la meglio. La giovane apre la porta proibita e si ritrova in una cupa camera di tortura, dove scopre i corpi senza vita delle sette mogli precedenti, appesi a ganci. In preda all’orrore, lascia cadere la chiave, che si macchia irrimediabilmente di sangue ed ogni tentativo di ripulirla si rivela inutile. La notte seguente, la sposa è tormentata da un incubo in cui le appaiono le sette precedenti mogli di Barbe-bleue e sette enormi chiavi. Al ritorno di Barbe-bleue, l’uomo scopre la trasgressione e reagisce con violenza. Lei riesce a fuggire verso la cima della torre, invocando disperatamente l’aiuto della sorella e del fratello. L’intervento di costoro cambia le sorti dello scontro e conduce a un epilogo drammatico, in cui il castello stesso diventa teatro di giustizia, lasciando spazio a un sorprendente capovolgimento finale.